# 全國法西斯聯盟
全國法西斯聯盟（捷克語：Národní obec fašistická，簡稱：NOF），是1926-1939年間，活躍於捷克斯洛伐克的法西斯主義政黨，由拉多拉·加伊達將軍創立，有時翻譯為國家法西斯社團。

## 徽章

帶有NOF文字的黨徽